# Telaga Meuku II
Telaga Meuku II is een bestuurslaag in het regentschap Aceh Tamiang van de provincie Atjeh, Indonesië. Telaga Meuku II telt 1542 inwoners (volkstelling 2010).